# Schizotetranychus hilariae
Schizotetranychus hilariae är en spindeldjursart som beskrevs av James P. Tuttle och Baker 1968. Schizotetranychus hilariae ingår i släktet Schizotetranychus och familjen Tetranychidae. Inga underarter finns listade i Catalogue of Life.